# 拜耶爾土耳其

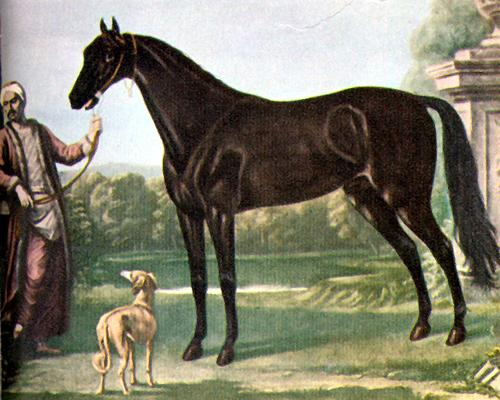
拜耶爾土耳其

拜耶爾土耳其（英語：Byerley Turk、1679年 - 1705年）1679年出生的阿拉伯馬，三大始祖中的最早一匹被引進的一匹。牠和高多芬阿拉伯是現時超過5％的純種馬父線的始祖。
英國與鄂圖曼帝國的戰爭中，戰敗撤退時，在維也納附近被Robert Byerley高級軍官捕獲。根據血統書的紀錄所生的子甚少，直到玄孫1758年出生的希律（Herod）才開始擴大牠的比率。

## 資料來源
1. ↑  嚴忠明. . 香港: 香港中和出版. 2017/12/26. ISBN 9789888466504. ]
2. ↑  . 中郵網.   [2018-07-18]. （原始内容存档于2018-07-18） （中文（简体））.

## 外部連結
- 血統表 （页面存档备份，存于）